# Дресирування

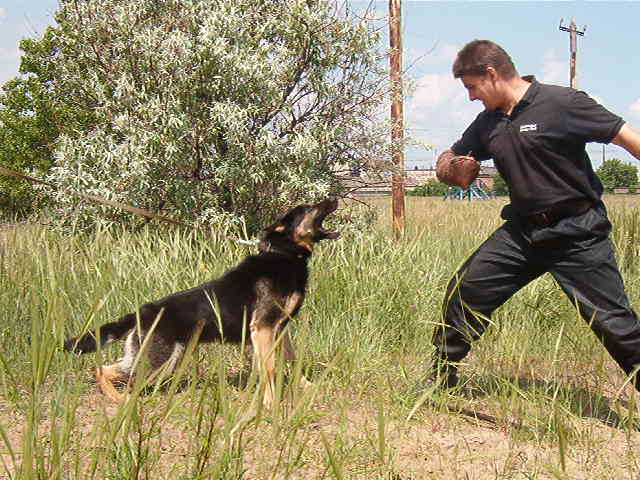
Дресирування собак

Дресирування (від фр. dresser — виправляти, навчати) — комплекс навчальних дій над тваринами для вироблення і закріплення різних умовних рефлексів і навичок. 
Дресирування може проводиться з метою розвитку дружніх відносин, формування адекватної поведінки тварини для її перебування серед людей, пошуку матеріальних об'єктів будь-якого типу, захисту в певних обставинах, або розваги.
Однією з циркових професій є професія дресирувальника.

## Основа дресирування
Основа дресирування тварин – в створенні умовних рефлексів, згідно з вченням І. П. Павлова про вищу нервову діяльність. Використовуючи різноманітні подразники, такі як звуки, їжа, сигнали та механічні дії, дресирувальник закріплює у тварини потрібну реакцію – неординарну дію.

## Безбольовий метод
Безбольовий (заохочувальний) метод є одним з найбільш розповсюджених методів дресирування тварин. Зокрема, Національний цирк України використовує виключно цей метод та закликає до його обов’язкового запровадження . Метод полягає у вивченні поведінки тварини, відокремленні певних надзвичайних рухів, та їх закріпленні за допомогою годування та ласкавого поводження. 
Вперше цей метод був використаний у цирку колегами Карла Хагенбека. У Росії безбольові принципи роботи з тваринами започаткував та розвив Володимир Дуров. На основі вчень Сеченова і Павлова він виявив надзвичайну ефективність роботи з тваринами за принципом годування, а не силового змушення.